# Акселерационизм
Акселерационизм в политической и социальной теории понимается как идея расширения, перенацеливания сложившейся системы капитализма или ускорения техно-социальных процессов, исторически характерных для капитализма как системы, в целях генерирования радикальных социальных перемен. Современные представители акселерационистских идей в качестве своей теоретической основы используют концепт «детерриториализации» французских философов-постструктуралистов Жиля Делёза и Феликса Гваттари в целях определения, углубления и радикализации сил процесса детерриториализации в социально-политическом контексте с целью преодоления противостоящих им ретерриториализирующих сил, которые, по мнению акселерационистов, сужают возможность достижения социальной трансформации.[прояснить] Акселерационизм также можно понимать, в более широком смысле, как позицию поддержки и стимуляции процессов углубления и расширения системы капитализма в надежде на то, что это также приведет и к ускорению самодеструктивных тенденций данной системы и, в конечном итоге, приведет к ее краху.
Акселерационистские теории, в процессе своего теоретического развития и обоснования, разделились на две противостоящие друг другу позиции: «левый» и «правый» акселерационизм. «Левый акселерационизм» выступает за усиление процессов технологического развития для преодоления сдерживающих «рамок» текущей системы капитализма, к примеру, с помощью перенацеливания современных технологий, исходя из критериев социальной полезности и уровня эмансипационного потенциала, на выполнение более полезных задач; «правый акселерационизм» поддерживает идею бессрочной интенсификации капитализма как системы в целях достижения технологической сингулярности.
Также акселерационизмом называют идеи ультраправых о том, что современные западные государства так плохи, что «истинные патриоты» должны спровоцировать насильственное восстание для их уничтожения и установления белого этногосударства.

### Статьи
- Brassier, Ray. Wandering Abstraction. Mute (13 февраля 2014).
- Brennan, Eugene. "Debate is Idiot Distraction": Accelerationism and the Politics of the Internet (англ.) // 3:AM Magazine[англ.] : journal. — 2013. — 12 August.
- Land, Nick."Meltdown". Дата обращения: 10 декабря 2013. Архивировано 8 апреля 2012 года.
- Mackay, Robin. So, Accelerationism, what’s all that about? Dialectical Insurgency (2014).
- Moreno, Gean. Notes on the Inorganic, Part I: Accelerations (англ.) // e-flux. — 2012.
- Negri, Antonio[англ.]. Reflections on the "Manifesto for an Accelerationist Politics" (англ.) // e-flux : journal. — 2014. Архивировано из оригинала 5 февраля 2015 года.
- Pasquinelli, Matteo. The Labour of Abstraction: Theses on Marxism and Accelerationism (9 июня 2014).
- Power, Nina. Decapitalism, Left Scarcity, and the State (2015).
- Wark, McKenzie. #Celerity: A Critique of the Manifesto for an Accelerationist Politics (2013).
- Srnicek, Nick; Williams, Alex. #ACCELERATE MANIFESTO for an Accelerationist Politics. Critical Legal Thinking (14 мая 2013).

### Русские переводы
- Ник Лэнд. Быстрое-и-грубое введение в акселерационизм
- Алекс Уильямс и Ник Срничек. Акселерационистский манифест
  - #Ускорение: манифест политики акселерационизма
- Ник Лэнд. Примечания к #Акселерируй
- Хосе Росалес. Делёз и акселерационисты
- Номер журнала «Логос», посвященный акселерационизму: http://www.logosjournal.ru/cgi-bin/arch.pl?action=show&id=100&lang=ru